# 안쪽세로다발
안쪽세로다발(medial longitudinal fasciculus, MLF, 내측종속)은 중뇌의 수도관 주위 회색질(periaqueductal gray)의 배쪽/앞쪽 부분을 통과하는 눈에 띄는 신경 섬유 묶음이다. 여기에는 눈 운동 조절, 머리 자세 및 수직 눈 운동을 담당하는 카할 사이질핵이 들어 있다.

## 추가 이미지

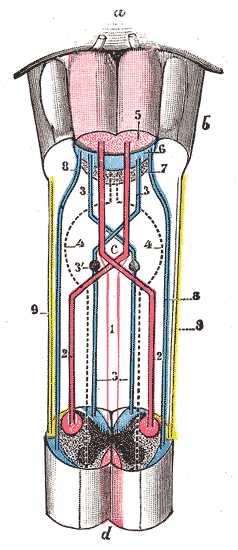
Decussation of pyramids.

## 같이 보기
- 그물체
- 산티아고 라몬 이 카할
- 안쪽세로다발의 입쪽 사이질핵